# فرانك دي بليكير
فرانك دي بليكير، من مواليد 1 يوليو 1966 في أوديناردي، حكم كرة قدم بلجيكي دولي.
أدار دي بلكير العديد من مباريات كأس العالم عام 2006، كما أدار مباريات أيرلندا مع إسبانيا وكرواتيا مع ألمانيا والسويد مع روسيا وروسيا مع إسبانيا في يورو 2008.
كما قام دي بلكير بالتحكيم على مباريات اليوفينتوس مع زينيت سانت بطرسبرغ ومانشستر يونايتد مع سيلتك وبوردو مع تشيلسى وليفربول مع ريال مدريد بدوري أبطال أوروبا، وبرشلونه وانتر ميلان (مباراه الإياب) في دوري ابطال أوروبا 2009-2010 في الدور النصف النهائي وفاز برشلونه بنتيجه 1-0 وقام بطرد اللاعب تياجو موتا في الدقيقة 27، وقام أيضا بتحكيم مباراة الكلاسيكو ريال مدريد وبرشلونه (مباراه الإياب) في دوري أبطال أوروبا 2010-2011 في الدور النصف النهائي وتعادل برشلونة مع ريال مدريد بنتيجه 1-1.
كما أسندت إليه إداراة الديربي المصري الزمالك والأهلي (مباراة الدور الثاني دوري 2009) وحكم نهائي كأس أمير دولة قطر سنة 2010.

## روابط خارجية
- فرانك دي بليكير على موقع Soccerway.com (الإنجليزية)